# 1826
1826 (số La Mã: MDCCCXXVI) là một năm thường bắt đầu vào Chủ Nhật trong lịch Gregory.

## Sinh
- 27 tháng 2 – Nguyễn Phúc Miên Lương, tước phong Sơn Tĩnh Quận công, hoàng tử con vua Minh Mạng (m. 1863).
- 22 tháng 5 – Nguyễn Phúc Miên Gia, tước phong Quảng Biên Quận công, hoàng tử con vua Minh Mạng (m. 1875).
- 8 tháng 7 – Nguyễn Phúc Miên Khoan, tước phong Lạc Biên Quận công, hoàng tử con vua Minh Mạng (m. 1863).
- 12 tháng 9 – Nguyễn Phúc Trinh Thận, phong hiệu Lại Đức Công chúa, công chúa con vua Minh Mạng (m. 1904).
- Không rõ – Nguyễn Phúc Huy Nhu, phong hiệu An Mỹ Công chúa, công chúa con vua Thiệu Trị (m. 1885).

## Mất
- 4 tháng 7 – John Adams, tổng thống thứ 2 của Mỹ (s. 1735).
- 4 tháng 7 – Thomas Jefferson, tổng thống thứ 3 của Mỹ (s. 1743).
- 19 tháng 11 – Nguyễn Thị Trường, phong hiệu Thất giai Quý nhân, thứ phi của vua Minh Mạng (s. 1796).